# صورتت را بشوی دختر
دختر، صورتت را بشوی: دست از باور کردن دروغ‌هایی که راجع به هویتت می‌گویند بردار تا بتوانی تبدیل به کسی بشوی که باید باشی، (به انگلیسی: Girl, Wash Your Face: Stop Believing the Lies About Who You Are So You Can Become Who You Were Meant to Be) که در ایران با نام خودت باش دختر هم ترجمه گردیده، کتاب خودیاری به قلم نویسنده آمریکایی ریچل هالیس است که توسط توماس نلسون در سال ۲۰۱۸ منتشر شده.
واشینگتن پست ، دختر، صورتت را بشوی را مخلوطی از «خاطرات، نکات انگیزشی، نقل قول‌هایی از کتاب مقدس و گپ‌وگفت‌های عاقلانه دخترانه» توصیف می‌کند. پیام نخست کتاب پیرامون خودکفایی زنان است چنان‌که جایی می‌نویسد «شما، و فقط شما، در نهایت مسئول میزان خوشبختی خود هستید». این کتاب در زمینه فروش بسیار موفق بوده و به عنوان «پدیده انتشار» و دومین کتاب پرطرفدار سال ۲۰۱۸ در Amazon.com به فروش رفت. دختر، صورت خود را بشویی به عنوان پرفروش‌ترین کتاب در روزنامه نیویورک تایمز در بخش مشاوره و متفرقه ذکر شده‌است.
این کتاب شامل ۲۰ فصل با محوریت ۲۰ دروغ است که هالیس قبلاً به خود گفته‌است - به عنوان مثال «من از فردا شروع می‌کنم» و «من بر اساس وزنم تعریف می‌شوم» - و او در ادامه توضیح می‌دهد که چگونه با موفقیت از هر مانعی عبور کرده‌است.